# Shim Eun-jin
Shim Eun-jin (en coreano: 심은진; Corea del Sur, 6 de febrero de 1981) es un cantante y actriz surcoreana. Es integrante del  grupo femenino surcoreano Baby V.O.X.

## Carrera
Es miembro de la agencia BB Entertainment.
Lanzó su carrera como cantante en el año 1998 como miembro de Baby V.O.X, uno de los más importantes grupos femeninos surcoreanos más populares de la década de 1990. Fue la primera en abandonar el grupo a finales de 2004, declarando públicamente que no estaba de acuerdo con la dirección de su compañía de discos DR Music.
En 2006 debutó actoralmente en el drama Dae Jo-yeong.

## Vida personal
Estudió Arte Multimedia Interactiva en la Universidad de Kyonggi.
Sale con el actor Jeon Seung-bin. El 12 de enero de 2021, la pareja anunció que se había casado.

## Discografía

### Artista solista

#### Zeeny del
1. Choking Day
2. The Blue Time (파란 시간)
3. At a Place Where Love Fades (사랑이 떠나는 길목에서)
4. You're Just Like Me (그대가 나인가봐요)
5. Oopsy
6. Erase
7. Better Dayz
8. Loving Alone (혼자 사랑하는 일)
9. Amnesia (기억상실)
10. Stop It
11. Heartache (가슴에 못이 박히게)
12. The Blue Time II (파란시간 II)

## Filmografía

### Serie de televisión
- Rich Family's Son (MBC, 2018)
- The Love is Coming (SBS, 2016)
- Drama Special "Suspicious Ward No. 7" (KBS2, 2014)
- The Night Watchman's Journal (MBC, 2014)
- Love in Her Bag (jTBC, 2013)
- Pots of Gold (MBC, 2013)
- Can Love Become Money? (MBN, 2012)
- Yellow Boots (tvN, 2012)
- Kiss and the City (E Channel, 2010)
- The Great Merchant (KBS1, 2010)
- Swallow the Sun (SBS, 2009)
- Star's Lover (SBS, 2008)
- Life Special Investigation Team (MBC, 2008)
- Break (Mnet, 2006)
- Dae Jo-yeong (KBS1, 2006)

### Cine
- Will You Be There? (2016, special appearance)
- Woo-joo's Christmas (2016)
- Three Summer Nights (2015)
- The Treacherous (2015)
- Kong's Family (2013)
- Jenny, Juno (2005)
- Emergency Act 19 (2002, cameo)